# Jacob de Backer
Jacob de Backer (Antuérpia, c. 1555/1560 - Antuérpia, c. 1585/1590) foi um pintor e desenhista flamengo.[carece de fontes?]
Muito pouco é conhecido sobre sua breve vida e carreira, apesar de um número substancial de desenhos e pinturas chegar até nós. O biógrafo Carel van Mander relata que Jacob de Backer trabalhou por vários anos no estúdio de Antonio van Palermo, ingressando, ainda, na oficina de Hendrick van Steenwijck I. Van Mander atribui aos trabalhos requisitados por Antonio van Palermo a morte prematura de Jacob de Backer, aos trinta anos de idade.